# Kharod
Kharod è una suddivisione dell'India, classificata come nagar panchayat, di 8.606 abitanti, situata nel distretto di Janjgir-Champa, nello stato federato del Chhattisgarh. In base al numero di abitanti la città rientra nella classe V (da 5.000 a 9.999 persone).

## Geografia fisica
La città è situata a 21° 45' 0 N e 82° 34' 0 E e ha un'altitudine di 239 m s.l.m..

## Società

### Evoluzione demografica
Al censimento del 2001 la popolazione di Kharod assommava a 8.606 persone, delle quali 4.344 maschi e 4.262 femmine. I bambini di età inferiore o uguale ai sei anni assommavano a 1.483, dei quali 772 maschi e 711 femmine. Infine, coloro che erano in grado di saper almeno leggere e scrivere erano 5.180, dei quali 3.229 maschi e 1.951 femmine.